# Bernhard Bonz
Bernhard Bonz (* 15. November 1932 in Stuttgart) ist ein deutscher Pädagoge.

## Leben und Werk
Bonz wurde 1932 in Stuttgart geboren und absolvierte nach dem Abitur eine Lehre als Maschinenschlosser. Nach verschiedenen Facharbeitertätigkeiten begann er 1953 ein Studium des Maschinenbaus an der Technischen Hochschule Stuttgart. 1956 schloss er das Studium am Berufspädagogischen Institut als Diplom-Gewerbelehrer ab. Parallel zum Referendariat und einer 10-jährigen Lehrtätigkeit im Schuldienst studierte er Pädagogik, Psychologie und Politik und promovierte 1966 mit dem Dissertationsthema „Psychodiagnostische Untersuchung der technischkonstruktiven Begabung“. 1968 wurde er Hochschullehrer für Didaktik und Methodik an der Berufspädagogischen Hochschule in Stuttgart. Nach der Schließung der Berufspädagogischen Hochschule baute er ab 1987 das Institut für Berufs- und Wirtschaftspädagogik und den Studiengang Wirtschaftspädagogik der Universität Hohenheim auf. Bis 1995 leitete er das Institut und war auch im Vorstand der Sektion Berufs- und Wirtschaftspädagogik tätig. 1997 bis 2001 hatte Bonz eine Gastprofessur an Universität Kaunas in Litauen inne.
Seine ab 1970 in Holland+Josenhans Verlag erscheinenden Lehrbücher waren lange ein festes Element in der Ausbildung von Berufsschülern, über eine halbe Million dieser Lehrwerke wurden verkauft. Der 1976 erschienene Sammelband „Didaktik beruflicher Bildung“ bildete den Auftakt für immer wieder in aktualisierter Form erscheinende Übersichtsbände. Gemeinsam mit Heinrich Schanz gibt Bonz die Reihe „Berufsbildung Konkret“ heraus, von der zehn Bände erschienen. „Didaktik und Methodik der Berufsbildung“ wurde 2009 im Schneider Verlag neu aufgelegt. Insgesamt umfasst Bonz’ Werk ca. 150 Veröffentlichungen und zahlreiche Herausgeberschaften auf dem Gebiet der Wirtschaftspädagogik und Didaktik. Seit 2011 befindet er sich im Ruhestand.

## Publikationen (Auswahl)
- Berufspädagogik im Wandel. Diskurse zum System beruflicher Bildung und zur Professionalisierung. Schneider, 2013 (mit Friedhelm Schütte)
- ich – wir. Lehr- und Arbeitsbuch. Handwerk & Technik, 2010
- Methoden der Berufsbildung. Franz Steiner, 2009
- Methodik. Lern-Arrangements in der Berufsbildung. Schneider, 2009
- Didaktik der beruflichen Bildung. Schneider, 2001 (Hrsg. mit Heinrich Schanz)[1]
- Fachdidaktik des beruflichen Lernens. Franz Steiner, 1998 (Hrsg. mit Bernd Ott)